# Todd Coolman
Todd Francis Coolman (Gary, 14 juli 1954) is een Amerikaanse jazzmuzikant (bas, cello), schrijver en hoogleraar.

## Biografie
Todd Coolman studeerde van 1972 tot 1975 aan de universiteit van Indiana en speelde aansluitend bij het nationaal symfonieorkest van Mexico. In 1976 ging hij naar Chicago, waar hij als zelfstandig muzikant zijn geld verdiende. Hij kwam in 1978 naar New York en speelde daar met Horace Silver en Gerry Mulligan (1979/80), begin jaren 1980 met Stan Getz, Al Haig, Lionel Hampton en in het orkest van Mel Lewis. 
In 1984 werkte hij mee aan het album Advance van Bobby Watson. In 1985 begon zijn langjarige samenwerking met James Moody en in 1986 verwierf hij de master aan de Manhattan School of Music. Van 1986 tot 1989 behoorde hij tot het heropgerichte jazztet van Benny Golson en Art Farmer. In 1988/1989 speelde hij in de Terry Gibbs/Buddy DeFranco-band, in het trio van de pianist John Campbell en met David 'Fathead' Newman.
Begin jaren 1990 speelde hij in het trio van Hal Galper (Invitation to a Concert) met Barney Kessel en Rob Schneiderman. Tijdens deze periode nam Coolman zijn eerste soloalbum Lexicon op. In 1999 werd hij onderscheiden met de Grammy Award in de categorie «Best Album Notes» voor de albumnotities van de editie Miles Davis Quintet 1965-1968.
Todd Coolman is als professor voor muziek en directeur van het jazz-studieprogramma aan het muziekconservatorium van het Purchase College werkzaam. Aan de New York University werd Coolman in 1997 over Miles Davis gepromoveerd (The Miles Davis Quintet of the Mid-1960s: Synthesis of improvisational and compositional elements). Hij woont in New Jersey.
- Gemeinsame Normdatei: 134350391
- International Standard Name Identifier: 0000 0001 1571 3386
- Library of Congress Control Number: n89602219
- MusicBrainz: 363930cc-3543-434f-ab91-17a2cab238e4
- Nationale Bibliotheek van Israël: 987007322364005171
- Nederlandse Thesaurus van Auteursnamen: 086467611
- Système universitaire de documentation: 244009767
- Virtual International Authority File: 56800438
- WorldCat: E39PBJy4hp3f7hW4HbCyMmFYfq